# جاكوب بيدرسن
جاكوب بيدرسن (بالنرويجية البوكمول: Ole Jacob Pedersen)‏ هو عداء مسافات متوسطة نرويجي، ولد في 22 أبريل 1889 في لارفيك في النرويج، وتوفي في 27 مارس 1961.

## وصلات خارجية
- جاكوب بيدرسن على موقع أوليمبيديا (الإنجليزية)